# Roland Juhász
Roland Juhász (ur. 1 lipca 1983 w Ceglédzie) – węgierski piłkarz występujący na pozycji środkowego obrońcy. Obecnie jest trenerem w Videoton FC.

## Kariera klubowa
Roland Juhász zawodową karierę rozpoczynał w 1999 roku w MTK Hungária Budapeszt. W pierwszych latach pobytu w tym zespole węgierski obrońca pełnił rolę rezerwowego i rzadko kiedy dostawał szanse gry. Juhász częściej zaczął występować w rozgrywkach 2001/2002, kiedy to wystąpił w 16 ligowych pojedynkach i zdobył 2 gole. W każdym kolejnym sezonie w barwach MTK Węgier rozgrywał coraz więcej spotkań. Razem z zespołem Juhász w 2000 roku wywalczył wicemistrzostwo oraz puchar kraju, a w 2003 roku sięgnął po mistrzostwo i Superpuchar Węgier. Dla MTK Juhász rozegrał łącznie 107 spotkań w lidze, w których dwanaście razy wpisał się na listę strzelców.
29 sierpnia 2005 roku zdecydował się zmienić klub i podpisał kontrakt z Anderlechtem. W jego barwach po raz pierwszy w karierze wystąpił w rozgrywkach Ligi Mistrzów. W linii obrony „Fiołków” Węgier miał okazję grać z takimi zawodnikami jak Olivier Deschacht, Hannu Tihinen, Anthony Vanden Borre, Vincent Kompany i Jelle Van Damme, a także z Polakami – Michałem Żewłakowem oraz Marcinem Wasilewskim. Z Anderlechtem Juhász w 2006 i 2007 roku wywalczył mistrzostwo i Superpuchar Belgii. W 2008 roku wychowanek MTK zakończył ligowe zmagania na drugiej pozycji, ale za to zdobył puchar kraju.

## Kariera reprezentacyjna
W reprezentacji Węgier Juhász zadebiutował 25 kwietnia 2004 roku w wygranym 3:2 towarzyskim meczu przeciwko Japonii. W spotkaniu tym węgierski piłkarz strzelił także swojego pierwszego gola w drużynie narodowej. Piłkarz brał między innymi udział w nieudanych dla swojej reprezentacji eliminacjach do Euro 2008 i eliminacjach do Mistrzostw Świata 2010. Juhász został wybrany najlepszym belgijskim zawodnikiem 2009 roku. Wcześniej Węgier występował w młodzieżowych reprezentacjach swojego kraju. W 2005 roku został wybrany najlepszym graczem młodego pokolenia w swoim kraju.

## Sukcesy
MTK Budapeszt
Mistrzostwo Węgier: 2002/2003
Wicemistrzostwo Węgier: 1999/2000
Puchar Węgier: 1999/2000
Superpuchar Węgier: 2003
 RSC Anderlecht
Mistrzostwo Belgii: 2005/2006, 2006/2007
Wicemistrzostwo Belgii: 2007/2008, 2008/2009
Puchar Belgii: 2007/2008
Superpuchar Belgii: 2006, 2007
 Indywidualne
Najlepszy Młody Piłkarz na Węgrzech: 2005
Najlepszy Piłkarz na Węgrzech: 2009